# Harry Kellar
Harry Kellar, nombre artístico de Henry Keller (11 de julio de 1849-10 de marzo de 1922) fue un ilusionista estadounidense que presentó grandes espectáculos en los escenarios durante finales del siglo XIX y principios del siglo XX. Predecesor de Harry Houdini y sucesor de Robert Heller y de Isaiah Hughes, de los que fue aprendiz, llegó a ser conocido como el "Decano de los magos estadounidenses" y actuó extensamente en los cinco continentes. Una de sus ilusiones escénicas más memorables fue la levitación de una niña, anunciada como la "Levitación de la Princesa de Karnac", copiada de una ilusión inventada por John Nevil Maskelyne, que luego fue comprada por Harry Blackstone, Sr. Era cliente de la Martinka Magic Company, que construyó muchas de sus ilusiones y decorados, incluido el truco conocido como "Blue Room".

## Primeros años
Como es el caso de la mayoría de los magos, se sabe poco de la infancia de Kellar que se pueda confirmar. Su verdadero nombre era Heinrich Keller y pertenecía a una familia de inmigrantes alemanes residente en Erie, Pensilvania. Aunque su nombre era Henry, era conocido como Harry. Cuando era niño, le encantaba participar en juegos peligrosos y era conocido por tomar parte en el juego del gallina (averiguar quién es el último en quitarse...) delante de los trenes.
Fue aprendiz en una farmacia, y con frecuencia experimentó con productos químicos. En una ocasión, una de sus pruebas acabó con una explosión que hizo un agujero en el suelo de la farmacia. En lugar de enfrentarse al enfado de sus padres, Kellar se escapó en un tren y se convirtió en vagabundo cuando solo contaba con diez años de edad.
Se hizo amigo de un clérigo cristiano nacido en Gran Bretaña, que vivía en el norte del estado de Nueva York, quien se ofreció adoptar a Kellar y pagar su educación si estudiaba para convertirse también en clérigo. Una noche Kellar vio la actuación de un mago de feria, conocido como "El Faquir de Ava", el nombre artístico de Isaiah Harris Hughes, y después del espectáculo, "sintió inmediatamente la necesidad de subir al escenario". Más adelante le diría al famoso ilusionista Harry Houdini, que "me sentí muy inquieto, compré libros sobre magia y finalmente dejé a mi amigo y benefactor".
Mientras trabajaba en una granja en Búfalo (Nueva York), respondió a un anuncio en un periódico que había puesto Hughes, quien buscaba un asistente. Kellar fue contratado, y a la edad de dieciséis años, protagonizó su primera actuación en solitario en Dunkerque, Míchigan. Fue un desastre, y volvió a trabajar con Hughes. Dos años después, Kellar volvió a intentarlo con mejores resultados, pero como se encontraba en una precaria situación financiera, el inicio de su carrera a menudo consistió en pedir prestado equipo para sus actuaciones y en evitar a los acreedores.

## Carrera
En 1869, Kellar comenzó a trabajar con "The Davenport Brothers y Fay", que era un grupo de espiritistas escénicos formado por Ira Erastus Davenport, William Henry Davenport y William Fay. Kellar pasó varios años trabajando con ellos, hasta 1873, cuando se asoció con Fay y se separaron de los Davenport para embarcarse en una "gira mundial" a través de América Central y América del Sur.

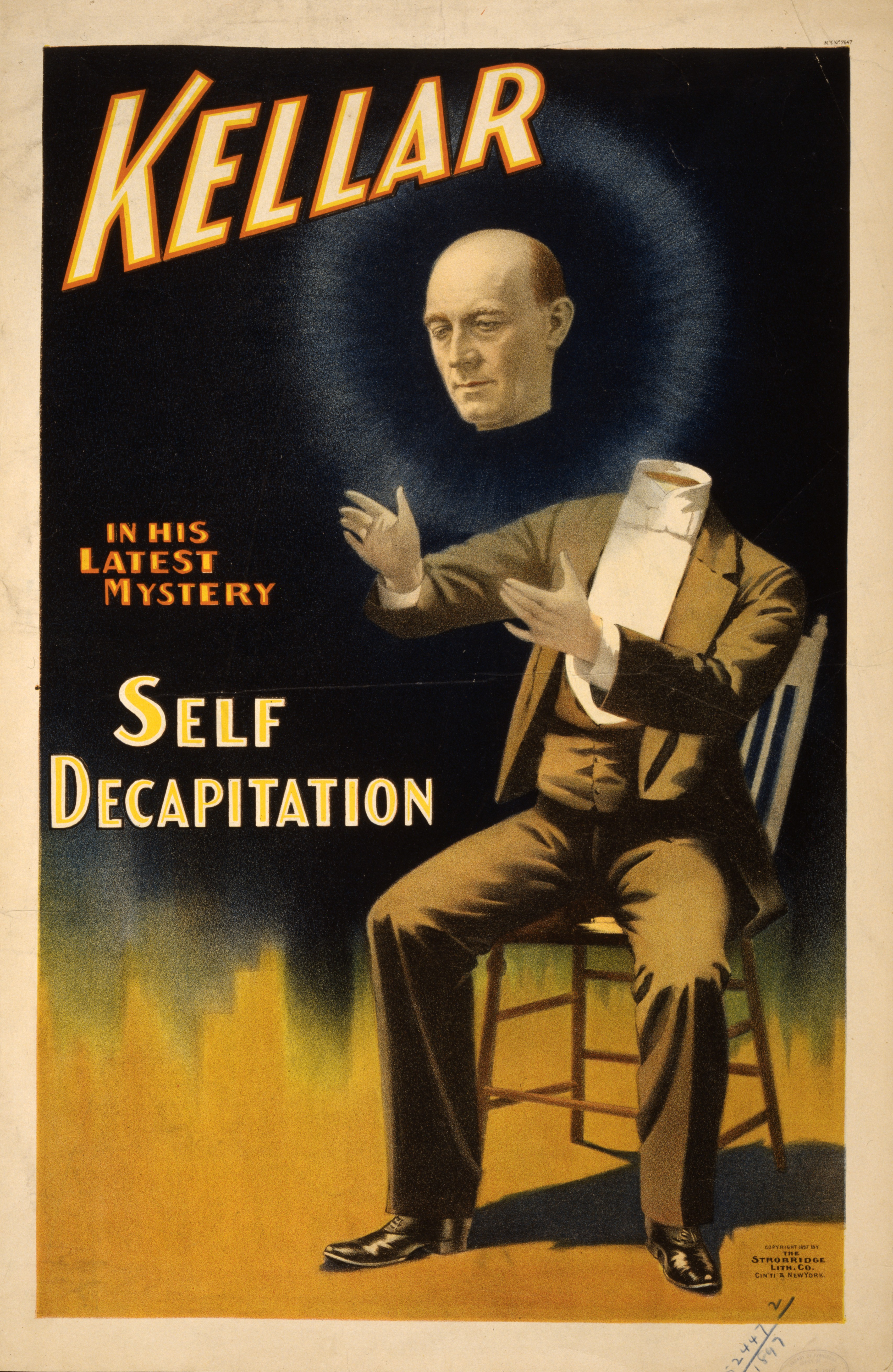
La famosa decapitación y el conjuro de la cabeza flotante de Kellar

En México, pudieron ganar 10.000 dólares (unos 269 mil en cifras de hoy). En 1875, la gira terminó en Río de Janeiro con una aparición ante el Emperador de Brasil Pedro II.
Más adelante, de camino a una gira en Inglaterra, el Boyne, el barco en el que navegaban Kellar y Fay, se hundió en el Golfo de Vizcaya. Perdidos entre los restos del naufragio estaban el equipo y la ropa de Keller, junto con el cargamento de oro, plata y diamantes en bruto del barco. Después del naufragio, Kellar se quedó solo con la ropa que vestía y un anillo de diamantes que llevaba puesto. Posteriormente, sus banqueros en Nueva York le enviaron un telegrama comunicándole que su banco había quebrado. Desesperado por la pérdida de su dinero, Kellar vendió su anillo y se separó de Fay, quien se uniría de nuevo a los hermanos Davenport.
Después de visitar el teatro de John Nevil Maskelyne y George Alfred Cooke, el Egyptian Hall, Keller se inspiró y le gustó la idea de actuar en un solo lugar. Le encantaban las ilusiones que realizaban Maskelyne y Cook, pero sería Buatier de Kolta (que actuó más adelante allí), quien realizó el número conocido como 'La jaula evanescente', un truco que Kellar decidió que debía tener, gastando el dinero que le quedaba para comprárselo. Kellar pidió prestados 500 dólares a Junius Spencer Morgan (padre de J. P. Morgan) y regresó a los Estados Unidos para tratar de recuperar sus fondos de una transacción bancaria que había realizado cuando estaba en Brasil. Sabiendo que el correo de Brasil era lento, pudo recuperar la totalidad de los 3500 dólares transferidos. Con el dinero, Kellar organizó una "troupe" inspirada en la de Masekylne y Cooke en Inglaterra, llegando incluso a nombrar su teatro como el Salón Egipcio.
En 1878, Kellar regresó a Inglaterra e invirtió 12.000 dólares en la compra de nuevos equipos, incluida una versión del autómata "Psycho" de Maskelyne, capaz de jugar al juego de cartas denominado whist.
Después de una gira decepcionante por América del Sur, Kellar canceló sus restantes espectáculos y regresó a Nueva York. Poco antes de llegar, se enteró de la muerte del mago Robert Heller. El periódico The New York Sun acusó a Kellar de querer apropiarse de la personalidad de Heller, diciendo que "Apenas ha muerto Heller, cuando tenemos noticias sobre 'Kellar el Mago'". El artículo continuaba diciendo: "Por supuesto, 'Kellar' tiene como objetivo sacar provecho de la reputación que dejó Heller, utilizando una imitación del nombre de Heller. Esta no es una práctica infrecuente". Kellar intentó demostrar que su apellido siempre había sido Keller (con dos letras "e") y que en realidad lo había cambiado años antes, para tratar de evitar confundirse con Heller. También señaló que Heller había cambiado su nombre original, que era William Henry Palmer. El público aún no le prestaba atención, lo que hizo que finalmente cancelara sus siguientes actuaciones en los Estados Unidos y regresara de nuevo a Brasil.
Después de otra gira mundial en 1882, Kellar estaba actuando nuevamente en Melbourne y conoció a una admiradora, Eva Lydia Medley, quien lo esperó detrás del escenario para obtener su autógrafo. Kellar prometió que le enviaría postales y cartas de sus viajes. Intercambiaron cartas durante los cinco años siguientes.
Kellar comenzó su versión del Egyptian Hall en diciembre de 1884, después de alquilar un antiguo templo masónico en Chestnut Street en Filadelfia, Pensilvania. Después de 264 funciones, Kellar cerró el teatro el 24 de junio de 1885. Poco después de irse, el teatro se incendió.
Mientras actuaba en Estados Unidos, su antigua admiradora Eva Lydia Medley llegó unas semanas antes de su aparición en Erie (Pensilvania). Anunció el programa a toque de corneta y comenzó a aprender sobre el negocio de la magia. Kellar y Medley se casaron el 1 de noviembre de 1887 en una iglesia de Kalamazoo (Míchigan). Su esposa interpretó un papel importante en los programas de Kellar en los años siguientes; y no solo participó en muchos de sus trucos, sino que también proporcionó música para los programas.
Kellar regresó a Filadelfia en octubre de 1891 y abrió su segundo Salón Egipcio en el Concert Hall, ubicado también en Chestnut Street. El 30 de abril de 1892, puso fin a una exitosa serie de apariciones de siete meses de duración en su segundo Salón Egipcio, y se embarcó en una nueva gira.
Durante los períodos en que estuvo en el extranjero, se hizo famoso el mago Alexander Herrmann, y a su regreso a los Estados Unidos se encontró con un duro rival. Herrmann a menudo criticaba la falta de juegos de manos en los espectáculos de Kellar, cuestionando que prefiriese usar trucos mecánicos. Aunque carecía de una especial habilidad con la prestidigitación, Kellar era tan bueno en atraer la atención del público, que llegó a decir: "...una banda de música tocando a todo trapo puede marchar abiertamente por el escenario detrás de mí, seguida de una manada de elefantes, pero nadie se dará cuenta de que han pasado". Herrmann murió el 17 de diciembre de 1896.

## Últimos años

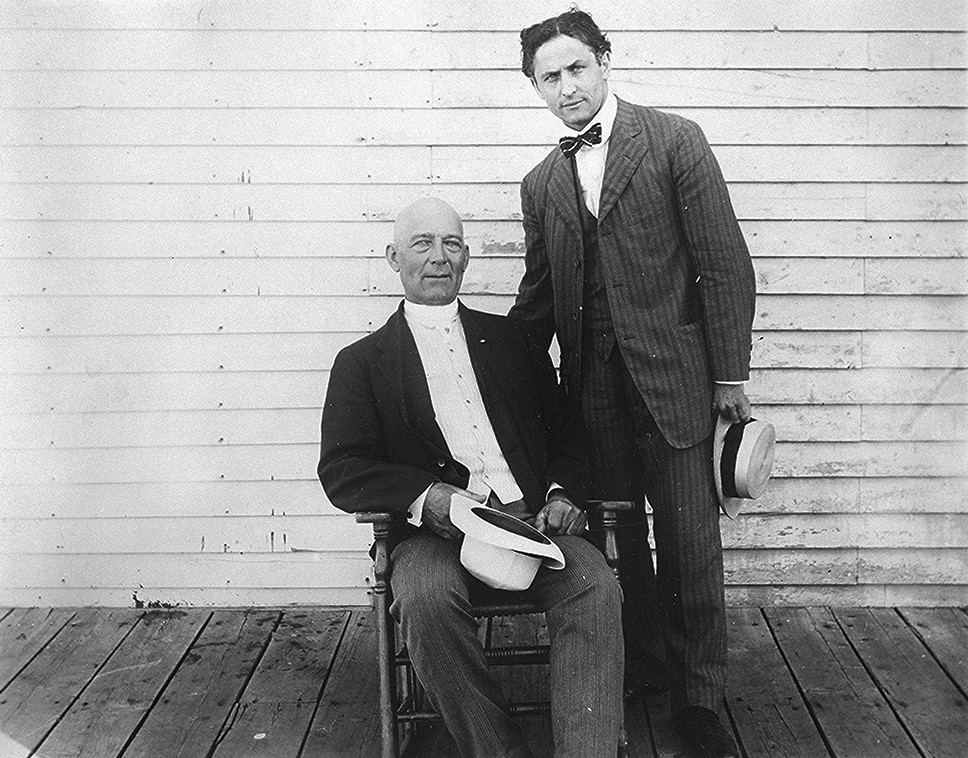
Kellar con Harry Houdini en 1915

Kellar se retiró en 1908 y permitió que Howard Thurston fuera su sucesor. Había conocido a Thurston, que estaba haciendo cartomagia, mientras estaba de vacaciones en París, Francia. Realizó su última aparición en el Teatro Ford  de Baltimore, Maryland, y finalmente se mudó a su casa en Los Ángeles, California. La esposa de Kellar murió dos años después.
Era visitado a menudo por otros magos, en particular Harry Houdini. El 11 de noviembre de 1917, Houdini organizó un espectáculo para el Sociedad Estadounidense de Magos en beneficio de las familias de los muertos en el hundimiento del USS Antilles por un submarino alemán (que han sido considerados las primeras víctimas estadounidenses de la Primera Guerra Mundial). Houdini consiguió que Kellar saliera de su retiro para realizar un espectáculo más.
El espectáculo tuvo lugar en el escenario más grande en aquel momento, el Hipódromo de Nueva York. Después de su actuación, Kellar comenzó a irse, pero Houdini lo detuvo, diciendo ante todos que "el mago más grande de Estados Unidos debería ser llevado en triunfo después de su última actuación pública". Los miembros de la Sociedad de Magos Americanos ayudaron a Kellar a sentarse en una litera y lo levantaron. La orquesta Hippodrome (con 125 músicos) tocó "Auld Lang Syne", mientras Kellar era retirado lentamente.
Vivió retirado, hasta que murió el 10 de marzo de 1922 de una hemorragia pulmonar provocada por una gripe. Fue enterrado en el Cementerio Angelus-Rosedale de Los Ángeles.

## Ilusiones notables

### "La levitación de la princesa Karnac"

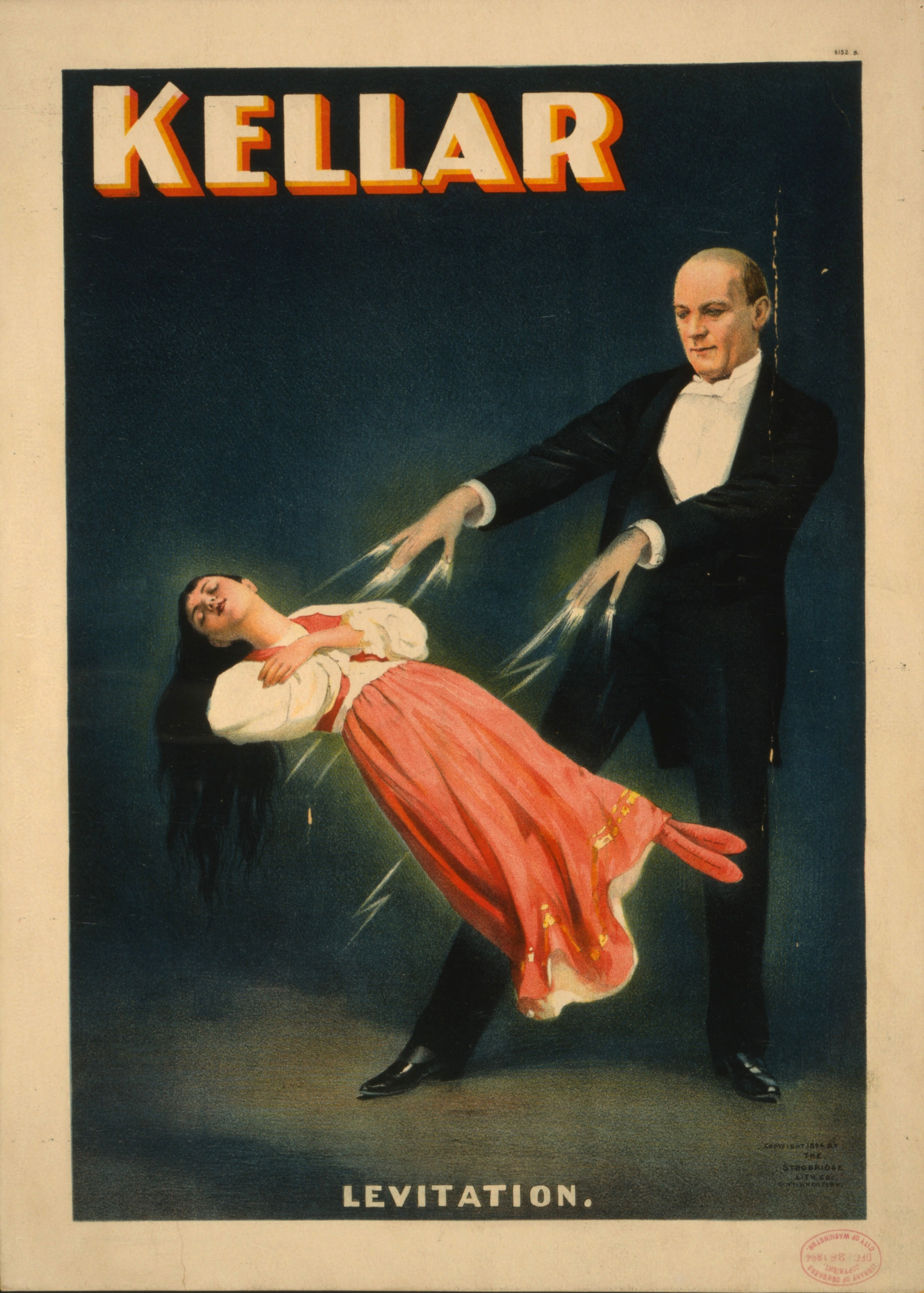
La Levitación de la Princesa de Karnac de Kellar

Kellar supuestamente fue capaz de desarrollar este truco gracias a que irrumpió en el escenario durante un espectáculo de Maskelyne, lo que le permitió ver lo que necesitaba saber y marcharse. Incapaz de duplicarlo, Kellar contrató a otro mago para que lo ayudara a construir un mecanismo parecido, pero finalmente diseñó un nuevo truco con la ayuda de la Compañía de Ascensores Otis. Otra versión construida por Kellar sería comprada por Harry Blackstone, Sr., quien utilizó el truco durante muchos años. El escritor de Buffalo John Northern Hilliard señaló que la levitación fue una maravilla del siglo XX y "el logro culminante de la larga y brillante carrera del Sr. Kellar".
El truco utilizaba una máquina oculta a la vista del público. Kellar decía que la mujer que estaba en el escenario, durmiendo en un sofá, era una princesa Hindú, a quien hacía levitar. Luego, movía un aro hacia adelante y hacia atrás alrededor del cuerpo de la mujer para demostrar que no estaba suspendida. Dentro del vestido de la "princesa" había una tabla plana sobre la que descansaba, que estaba conectada a una barra de metal que salía por un costado hacia la parte posterior del escenario. El otro extremo de la barra estaba conectado a una máquina capaz de hacer subir y bajar a la mujer, oculta de la visión del público por la cortina y por su propio cuerpo. Para permitir que Kellar "probara" con el aro que la mujer estaba flotando, la barra tenía una forma parecida a la de una "S", lo que le permitía mover el aro alrededor del cuerpo en cualquier dirección.

### "Las cajas anidadas"
Kellar tomaba prestados seis anillos de los dedos de seis espectadores. Los cargaba en el cañón de una pistola, apuntaba, y dispara la pistola contra un cofre que colgaba a un lado del escenario. El cofre se abría y dentro había otro cofre más pequeño. Dentro de este último, había otras seis cajas anidadas una en la otra. A medida que se abrían, se iban apilando unas encima de las otras, y dentro de la más pequeña había cinco anillos, cada uno atado a una flor de cinta. Los cinco anillos se devolvían a sus dueños, mientras la dueña del sexto anillo se preguntaba que qué había pasado con el suyo, con Kellar fingiendo no darse cuenta.
Continuaba con su siguiente truco, una variación de la "Botella inagotable" de Jean Eugène Robert-Houdin. Los miembros de la audiencia mencionaban diferentes bebidas como vino, whisky, limonada o simplemente agua, que se servían de la misma botella y las personas del público reconocían que efectivamente estaban recibiendo las bebidas solicitadas. Una vez que la botella quedaba vacía, Kellar la rompía para abrirla. En el interior había una cobaya con una banda alrededor de su cuello, de la que pendía el sexto anillo, que finalmente era devuelto a su dueña.
Se realizó una variación del truco frente al presidente Theodore Roosevelt y sus hijos, Ethel, Archie, Quentin y Kermit. Ethel era la dueña del sexto anillo, y después de que Kellar se lo devolviera, le preguntó si también le gustaría tener el conejillo de indias como mascota. Luego Kellar envolvió el conejillo de indias en papel y se lo entregó a Ethel. Cuando lo abrió, dentro había un ramo de rosas de color rosa.

### "La lámpara que desaparece"
Se veía una lámpara incandescente colocada encima de una mesa de vidrio. Kellar la cubría con un paño fino, y le decía a la audiencia que cada noche, la lámpara sería devuelta a su supuesto propietario original en la India en un momento específico. Cuando una campana sonaba a la hora actual del día, Kellar cargaba una pistola y apuntaba hacia la lámpara. Con la última campanada, Kellar disparaba la pistola. Entonces, la lámpara parecía derretirse y la tela caía sobre el escenario.
Se sabía que Kellar tenía mal carácter, y una vez, después de un incidente en el que la "Lámpara Desaparecida" no desapareció, utilizó un hacha contra el mecanismo defectuoso. Posteriormente, Kellar construyó otra recreación del truco que continuaría funcionando de manera fiable hasta mucho después de su jubilación.

## Publicaciones
- Kellar's Aids in Arithmetical Calculations and Professional Tours Around the World (1885)
- A Magician's Tour: Up and Down and Round About the Earth (1890)
- High Caste Indian Magic (1893)
- Kellar's Wonder Book (1903)